# Nacaduba plumbeomicans
Nacaduba plumbeomicans är en fjärilsart som beskrevs av Wood-mason 1880. Nacaduba plumbeomicans ingår i släktet Nacaduba och familjen juvelvingar. Inga underarter finns listade i Catalogue of Life.